# Lefkimmi
Lefkimmi (in greco Λευκίμμη?) è un ex comune della Grecia nella periferia delle Isole Ionie (unità periferica di Corfù) con 6704 abitanti secondo i dati del censimento 2001.

## Storia
Il comune autonomo è stato soppresso a seguito della riforma amministrativa, detta Programma Callicrate, in vigore dal gennaio 2011 ed è ora compreso nel comune di Corfù.

## Località
Lefkimmi è suddiviso nelle seguenti località (i nomi dei villaggi tra parentesi):
- Ano Lefkimmi (Molos)
- Lefkimmi (Lefkimmi, Kavos)
- Neochori (Neochori, Dragotina, Kritika, Palaiochori, Spartera)
- Vitalades (Vitalades, Gardenos)

## Amministrazione

### Gemellaggi
- Calimera